# Phaselia phaeoleucaria
Phaselia phaeoleucaria är en fjärilsart som beskrevs av Lederer 1855. Phaselia phaeoleucaria ingår i släktet Phaselia och familjen mätare. Inga underarter finns listade i Catalogue of Life.